# Cheonsang Yeolcha Bunyajido

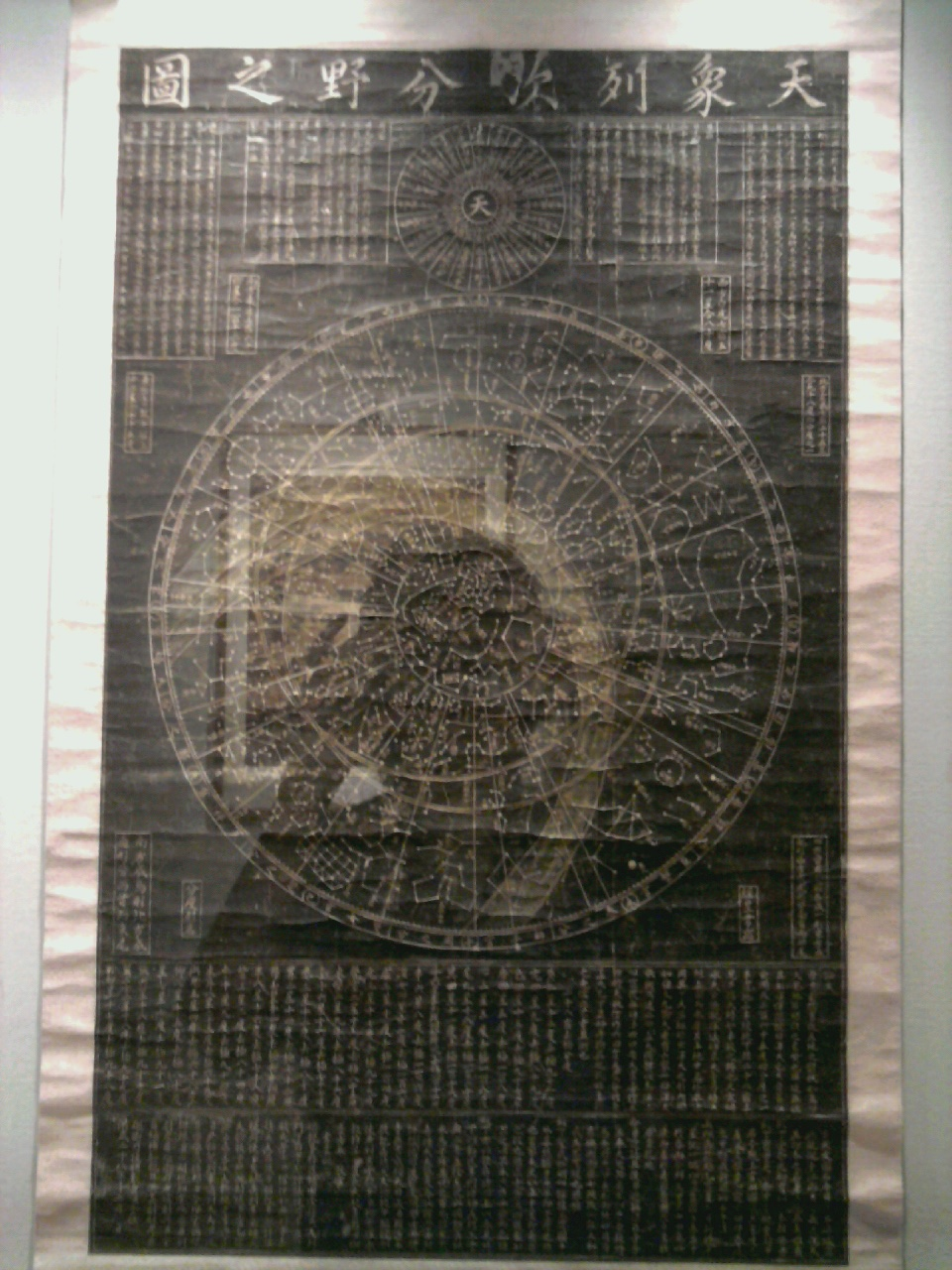
El mapa Chonsang Yeolcha Bunyajido en el instituto coreanologia en Kyujanggak, Universidad Nacional de Seúl.

Chonsang Yeolcha Bunyajido (o Cheonsang Yeolcha Bunyajido, en alfabeto hangul: 천상열차분야지도, en hanja: 天象列次分野之圖) es el mapa astrológico coreano que se había producido desde el siglo XIV a lo largo de la dinastía Joseon. Tiene varias ediciones como: versión en la piedra, bloque, y manuscrito, describiendo el cielo.
Entre ellas, la más antigua es la de piedra (122.8 cm x 200.9 cm) durante el primer rey de Taejo. (r. 1392-1398). Esta escultura fue registrada como el tesoro nacional surcoreano N° 228. Y luego el rey Sukjong (r. 1674-1720) completó la reproducción de la primera copia. (Tesoro surcoreano N° 837) La versión bloque de Chonsang Yeolcha Bunyajido que había sido producida en el reino de Seonjo (1567-1608) y vendida a Japón fue comprada por el apoyo del banco Shinhan en 2006 y luego fue donada al Museo del palacio nacional de Corea.
El mapa se aparece en revés de la moneda de won surcoreano sin formalismo. Pues esta descripción conserva una serie de la diferencia con la actual versión.
El tesoro N° 228 (1395) describía una versión del reino Goguryeo que fue hecho en la piedra en la capital de Pionyang. Actualmente, este mapa conserva su proceso de producción: se dice que cuando Yi seong-gye (el primer rey Taejo) fundó Joseon, un estudioso ofreció una página del mapa astrológico. Con todo, la piedra original fue desapareciendo debido al daño realizado durante unas batallas. Como la nueva dinastía daba importancia al mapa como una ruta de fortificar la autoridad desde el cielo. Los doce astrónomos arreglaron unos errores y completaron su producción.

## Características
La versión que se encuentra en el museo del palacio nacional tiene unas características específicas: hay ártico en el centro del mapa con la descripción de ecuador terrestre y eclíptica. Tiene 28 constelaciones que muestran una estrella más grande en cada agrupación convencional de estrellas. El mapa también tiene los conocimientos de las estrellas que aparecen en el meridiano a lo largo de la salida y puesta del sol, doce aéreas en el cielo, las observaciones de la Luna y el Sol, el transcurso de sus posiciones y finalmente la lista total de los estudiosos que participaron con su rango y nombre.
La forma de Chonsang Yeolcha Bunyajido representa la pintura de constelaciones en el centro del círculo con una explicación simple. A lo largo del círculo, hay cuatro dioses a cada dirección (e.g.: el dios de Sol, el dios de Luna y los dioses de este, oeste, sur y norte) Como Corea daba importancia a los 24 períodos de 15 días del año, el mapa también describe la ubicación de las estrellas que culminan cada período. Representa la vista sobre el universo incluso los ángulos de cada constelación. A fin de distinguir con la intensidad de voz, se describe con diferencia, que es la característica más distinta del mapa coreano entre otras obras del este de Asia. Número total de las estrellas es 1467, formando 293 constelaciones. Sin embargo el sistema asiático de constelación no tenía la misma estructura, el mapa coreano describe unas como la Osa Mayor.
Encima de esta descripción, hay una galaxia con 365 cuadros, doce signos zodiacales, y el zodiaco.

## Libros
- Park, Chang-bum, 《한국의 전통과학 천문학》, Ewha Womens University, 2007
- Park Sunghwan, 〈태조의 석각천문도와 숙종의 석각천문도와의 비교〉, 《동방학지》 54·55·56, 1987.6
- Na, Il-seong, 〈천상열차분야지도와 각석 600주년 기념복원〉, 《동방학지》, 1996.
- Park, Changbom, 〈Analysis of the Korean Celestial Planisphere: Ch'on-Sang-Yul-Cha-Bun-Ya-Ji-Do〉, 《한국천문학회지》, 1996년.

- Datos: Q5091683